# Ала Фонтана (Тревизо)
Ала Фонтана (итал. Alla Fontana) је насеље у Италији у округу Тревизо, региону Венето.
Према процени из 2011. у насељу је живело 23 становника. Насеље се налази на надморској висини од 21 м.